# زعفرانی (مجموعه تلویزیونی)
زعفرانی یک مجموعه تلویزیونی ایرانی به کارگردانی حامد محمدی است که در نوروز ۱۳۹۵ از شبکه دو سیما پخش شد.

## خلاصه داستان
این سریال دارای یک موضوع اصلی است که در کنار آن داستانک‌هایی شکل می‌گیرد و در آن به مسائل و هنجارهای خوب اجتماعی توجه می‌شود و در این سریال شخصیت‌های منفی وجود ندارد و تمام شخصیت‌های آن خاکستری هستند.

## موسیقی سریال
آهنگسازی موسیقی متن این سریال را مهیار علیزاده برعهده داشته است. هم‌چنین خوانندگی تیتراژ آغازین با شعرهای محلی و خوانندگی آن نیز بر عهده مهران مدیری و همچنین تیتراژ پایانی با شعری از محمدعلی بهمنی با خوانندگی حمیدرضا ترکاشوند است.

## بازیگران
| بازیگر           | نقش           | توضیحات                                          |
| ---------------- | ------------- | ------------------------------------------------ |
| مهدی هاشمی       | ناصر زعفرانی  | مالک قهوه خانه ی زعفرانی و پدر خانواده ی زعفرانی |
| ستاره اسکندری    | نسرین زعفرانی | همسر ناصر و مادر خانواده ی زعفرانی               |
| مهران احمدی      | همایون        | دشمن ناصر زعفرانی و مالک رستوران باغ همایون      |
| هادی کاظمی       | ماشالله       | داماد خانواده ی زعفزانی                          |
| نرگس محمدی       | مینا زعفرانی  | دختر اول خانواده ی زعفرانی و همسر ماشالله        |
| حدیث میرامینی    | شکوفه عروس    | خانواده ی زعفرانی و همسر محمدرضا                 |
| سید مهرداد ضیایی | حاج رسول      | پسردایی خانم نسرین زعفرانی                       |
| حسین سلیمانی     | حمید عاشق     | مریم و برادر همایون                              |
| شیدا خلیق        | مریم دختر     | خانواده ی زعفرانی و معشوقه ی حمید                |
| حسام محمودی      | محمدرضا       | پسر خانواده ی زعفرانی                            |
| محیا دهقانی      | دشمن زعفرانی  | زن همایون                                        |
| نوید خداشناس     |               |                                                  |
| امیررضا میرآقا   |               |                                                  |
| نبی‌الله پیرهادی  | دکتر          |                                                  |

## عوامل
- تهیه‌کننده: ایرج محمدی
- نویسندگان: حامد محمدی، سعید جلالی و آزاده محسنی
- مدیر تصویربرداری: سهیل نوروزی
- مدیر صدابرداری: مرتضی اصلان‌زاده
- طراح صحنه و لباس: محسن غلامی گرگانی
- طراح گریم: مانی اسکندری
- دستیار کارگردان: امید جزینی
- برنامه‌ریز: مجتبی خادم‌زاده
- تدوین: مهدی حسینی‌وند
- آهنگساز: مهیار علیزاده
- خواننده تیتراژ: مهران مدیری (آغازین)، حمیدرضا ترکاشوند (پایانی)
- ترانه‌سرا: محمدعلی بهمنی
- مدیر تولید: اصلان مرتضایی